# Ahdut ha-Avodà
Ahdut ha-Avodà (hebreu: אחדות העבודה, Unitat Laborista) fou un partit polític d'esquerra que va tenir presència durant el Mandat Britànic de Palestina i Israel. Fou un dels formants del Partit Laborista Israelià.

## Història

### Ahdut ha-Avodà
El partit original Ahdut ha-Avodà va ser fundat a Palestina el 1919 per l'ala dreta del Poalé Tsiyyon, que havia estat fundat durant el govern otomà a Palestina el 1906, i estava dirigit per David Ben-Gurion. El 1930 es va fusionar amb el declaradament anti-marxista ha-Poel ha-Tsaïr per formar Mapai, i va desaparèixer efectivament. Ahdut ha-Avodà i ha-Poel ha-Tsaïr havien cooperat el 1920 per fundar la Histadrut.

### MovimentAhdut ha-Avodà
El 1944 un grup conegut com a Facció B (hebreu: סיעה ב, Sià Bet) es va separar de Mapai per a establir el Moviment ha-Avodà (hebreu: התנועה לאחדות העבודה, ha-Tenuà le-Ahdut ha-Avodà).

### MovimentAhdut ha-Avodà Poalé Tsiyyon
El 1946 el Moviment Ahdut ha-Avodà s'uní al Poalé Tsiyyon d'esquerres per a formar el Moviment Ahdut ha-Avodà Poalé Tsiyyon (hebreu: התנועה לאחדות העבודה פועלי ציון, ha-Tenuà le-Ahdut ha-Avodà Poalé Tsiyyon). Dos anys més tard el partit es va fusionar amb el Partit dels Treballadors ha-Xomer ha-Tsaïr per formar Mapam.

### Ahdut ha-Avodà - Poalé Tsiyyon
El 23 d'agost de 1954, Moshe Aram, Yisrael Bar-Yehuda, Yitzhak Ben-Aharon i Aharon Zisling es van separar de Mapam per a restablir Ahdut ha-Avodà - Poalé Tsiyyon. Tanmateix, no van ser reconeguts pel President de la Kenésset com un partit independent. El nou partit també va llançar un diari, la-Merhav, que va esdevenir una publicació diària al desembre d'aquest any, i es va publicar fins a unir-se a Davar el maig de 1971.
Participà en les eleccions legislatives d'Israel de 1955 i va obtenir 10 escons, la cinquena força dins la Kenésset. Van formar part dels governs de coalició de David Ben-Gurion durant el Tercer Kenésset. Nahum Nir va ser nomenat president de la Kenésset (únic cop que no ho ha estat un membre del partit governant), Bar-Yehuda fou nomenat Ministre de l'Interior i Moshe Carmel Ministre de Transports. Malgrat això, el partit fou responsable últim de la caiguda del govern el 1959, quan tant ells com els socis de la coalició Mapam votaren contra el govern sobre la qüestió de la venda d'armes a Alemanya Occidental i es van negar a abandonar la coalició.
A les eleccions de 1959 la seva força es va reduir a set escons. Novament es van unir a la coalició de govern fins al seu col·lapse el 1961, amb Ben-Aharon com a Ministre de Transport. A les eleccions de 1961 van treure vuit escons, i formaren part dels tres governs de coalició del Cinquè Kenésset amb Yigal Allon com a ministre de Treball i Ben-Aharon, Bar-Yehuda i el Carmel Ministres de Transport successivament.
A les eleccions de 1965 el partit es va aliar amb Mapai per formar l'Alineació Laborista, que va obtenir 45 escons. El 23 de gener de 1968 el partit es va fusionar amb Mapai i Rafi per formar el Partit Laborista Israelià, i va deixar d'existir com una entitat individual.

## Resultats electorals
| Any                             | Líder            | Vots             | %                | Escons   | +/– | Govern   |
| ------------------------------- | ---------------- | ---------------- | ---------------- | -------- | --- | -------- |
| Primer Ahdut ha-Avodà (1920–30) |                  |                  |                  |          |     |          |
| 1920                            | David Ben-Gurion | N/A              | N/A              | 70 / 314 | Nou | Coalició |
| 1925                            | David Ben-Gurion | 8,834            | N/A              | 54 / 221 | 16  | Coalició |
| Segon Ahdut ha-Avodà (1944–49)  |                  |                  |                  |          |     |          |
| 1944                            | Yitzhak Tabenkin | 17,928           | 9.04             | 16 / 173 | Nou | Coalició |
| Tercer Ahdut ha-Avodà (1955–68) |                  |                  |                  |          |     |          |
| 1955                            | Yitzhak Tabenkin | 69,475           | 8.14             | 10 / 120 | Nou | Coalició |
| 1959                            | Yisrael Galili   | 58,043           | 5.99             | 7 / 120  | 3   | Coalició |
| 1961                            | Yisrael Galili   | 66,170           | 6.57             | 8 / 120  | 1   | Coalició |
| 1965                            | Yisrael Galili   | Dins L'Alineació | Dins L'Alineació | 8 / 120  | =   | Coalició |

## Líders
| Líder | Líder | Líder            | Inici       | Final       |
| ----- | ----- | ---------------- | ----------- | ----------- |
|       |       | David Ben-Gurion | 1920        | 1930        |
|       |       | Yitzhak Tabenkin | 1944 / 1955 | 1949 / 1959 |
|       |       | Yisrael Galili   | 1959        | 1965        |